# Vanessa annabella
Vanessa annabella ist ein Schmetterling (Tagfalter) der Gattung Vanessa aus der Familie der Edelfalter (Nymphalidae), der vom östlichen Nordamerika bis Mittelamerika vorkommt. In Südamerika wird er von der Schwesterart und dem Vikariant Vanessa carye ersetzt.

## Merkmale

### Falter
Die Falter sehen dem Distelfalter sehr ähnlich. Die Spitzen der Vorderflügel sind aber abgewinkelt, schwarz gefärbt und tragen mehrere große und kleine orange statt weiße Flecke. Nur direkt am Apex sind ein paar kleine weiße Flecken. Das Wurzelfeld und die innere Flügelhälfte weist eine orange und schwarz gefleckte Zeichnung auf. Der Flügelansatz ist gelbbraun gefärbt. Die Hinterflügel sind am Ansatz ebenfalls gelbbraun und weisen ein ausgedehntes, der Zeichnung der Vorderflügeln ähnelndes Muster auf, dessen schwarze Flecke aber nur am Flügelaußenrand kräftig gefärbt sind, die anderen Flecke sind blass. In der Postdiskalregion sind bis zu fünf blau gekernte schwarze Flecken. Die Unterseite der Hinterflügel ist weiß und in verschiedenen Brauntönen marmoriert und trägt am Außenrand fünf unterschiedlich große Augenflecke. Die Unterseite der Vorderflügel ist wie die Oberseite gefärbt, aber deutlich blasser. Am Vorderrand sind daneben zwei größere helle Flecken sichtbar. Das Schwarz der Flügelspitzen ist zum Teil mit Brauntönen vermischt und zur Flügelbasis hin kann das Orange in Richtung rot gefärbt sein.

### Präimaginalstadien
Die Eier sind blass grün. Die Raupen sind unterschiedlich von bräunlich bis rötlich gefärbt und haben orange Flecken. Der Kopf ist mit 2,5 Millimeter kleiner als beim Distelfalter mit 3,5 Millimeter.
Die Puppe ist hellbraun mit goldenen Flecken.

### Ähnliche Arten
- Distelfalter (Vanessa cardui)
- Amerikanischer Distelfalter (Vanessa virginiensis)
- Vanessa carye aus Südamerika hat eine fast identische Zeichnung aber eine andere Valva, wobei die Männchen sehr unterschiedliche Gnathen haben können.[1]

In Kalifornien treten gelegentlich Hybriden mit dem Admiral (Vanessa atalanta) auf.

## Geographische Verbreitung und Lebensraum
Vanessa annabella kommt im westlichen Nordamerika nördlich bis nach Washington/Oregon und in Mittelamerika bis Guatemala, östlich bis Montana, Colorado und New Mexico vor. Gelegentlich werden Wanderflüge bis ins zentrale British Columbia, das östliche North Dakota und das südliche Ontario beobachtet. Sie ist damit allopatrisch zu ihrem Vikariant Vanessa carye verbreitet, der südlich ab Kolumbien und Venezuela vorkommt.

## Lebensweise
Im kalifornischen Flachland fliegen die Falter das ganze Jahr über in mehreren Generationen. In den Rocky Mountains ist die Art zweibrütig, die Falter fliegen im Hochsommer und Herbst, wobei letztere überwintern. In höheren Lagen gibt es wahrscheinlich nur eine Generation oder sie sind eingewandert. Das Paarungsverhalten ist identisch mit dem Admiral (Vanessa atalanta). Der Lebensraum ist offenes Gelände und Stadtumland von der Oberen Sonora Zone bis zur Kanadischen Zone. Massenflüge sind aus Kalifornien bekannt. Aus dem Jahr 1953 wird berichtet, dass am 29. März 100 Falter pro Minute gezählt wurden, die auf 5000 Fuß (1500 Meter) Höhe in den Santa Rosa Mountains Südkaliforniens über eine enge Lichtung flogen. Zu dieser Zeit lag noch hoher Schnee in den Senken zwischen den Bäumen an den Nordhängen.
Die Eier werden wahrscheinlich auf die Oberseite von Blättern der Raupennahrungspflanzen gelegt. Die Raupen fressen Blätter und spinnen Blätter zu einer Tüte zusammen. Die Raupen ernähren sich von verschiedenen krautigen Pflanzen:
- Malvengewächse (Malvaceae)
  - Stockrose Althaea rosea, Malacothamnus fasciculatus, Lavatera assurgentifolia, Malvastrum exile, Malva parviflora, Wilde Malve (Malva sylvestris), Weg-Malve (Malva neglecta), Malva nicaeensis, Malva otundifolia, Sida hederacea, Sidalcea malvaeflora, Sidalcea glaucescens, Sidalcea oregana ssp. spicata, Sphaeralcea ambigua
- Brennnesselgewächse (Urticaceae)
  - Kleine Brennnessel (Urtica urens), Große Brennnessel (Urtica dioica ssp. holosericea).

Zweifelhalfte Raupennahrungspflanzen sind Lupinus succulentus, Lupinus arboreus, Ovalblättriger Liguster (Ligustrum ovalifolium), Gewöhnlicher Liguster (Ligustrum vulgare) und Breitblättriger Lavendel (Lavandula latifolia).

## Systematik
Vanessa carye ist die Schwesterart von V. annabella. V. annabella wurde erst 1971 von Field als eigene Art von V. carye aufgrund von Unterschieden in den Genitalien abgetrennt. Zuvor wurde V. annabella als Unterart von V. carye eingeordnet. Beide Arten bilden die basale Gruppe innerhalb der Gattung Vanessa.

## Belege